# 明治百年100大事件
『明治百年100大事件』（めいじひゃくねんひゃくだいじけん）は1968年に出版された松本清張の監修による書籍。明治元年（1868年）から100年後の昭和43年までに日本で起こった重大事件100件について清張が解説したもので、上下2巻から成り、三一書房から刊行された。
なお、昭和43年（1968年）12月に起きた三億円事件は、入稿が間に合わず収録されていない。

## 取り上げられた歴史的事件

### 災害
- 三陸沖地震
- 八甲田雪中行軍遭難事件
- 桜島大噴火
- 関東大震災
- 函館大火
- 原子爆弾投下
- 桜木町事件
- 洞爺丸事故
- 伊勢湾台風
- 全日空羽田沖墜落事故

### 疑獄事件
- 開拓使官有物払い下げ事件
- 相馬事件
- 教科書疑獄
- シーメンス事件
- 満鉄疑獄事件
- 松島遊廓疑獄
- 朝鮮総督府疑獄
- 帝人事件
- 昭電疑獄
- 造船疑獄

### 騒乱
- 血税一揆
- 西南の役
- 竹橋騒動
- 日比谷焼き打ち事件
- 米騒動
- 万歳事件
- 五・一五事件
- 二・二六事件
- 血のメーデー
- 安保闘争

### 暗殺された人
- 大村益次郎
- 大久保利通
- 森有礼
- 伊藤博文
- 原敬
- 山本宣治
- 浜口雄幸
- 井上準之助
- 永田鉄山
- 浅沼稲次郎

### 自殺者
- 山城屋和助
- 藤村操
- 乃木希典
- 芥川龍之介
- 太田収
- 中野正剛
- 阿南惟幾
- 山崎晃嗣
- 菅季治
- 円谷幸吉

### 恋愛事件
- モルガンお雪
- 島村抱月と松井須磨子
- 原阿佐緒と石原純
- 柳原白蓮
- 有島武郎と波多野秋子
- 藤原あき
- 坂田山心中事件
- 太宰治と山崎富栄
- 塩谷温
- 天城山心中

### 猟奇事件
- 高橋お伝
- 臀肉事件
- 出歯亀事件
- 鈴弁殺し事件
- 説教強盗事件
- 玉の井バラバラ事件
- 阿部定事件
- 小平義雄事件
- 西口彰事件
- 銀座ホステスバラバラ殺人事件

### 筆禍事件
- 福地桜痴
- 内村鑑三不敬事件
- 黒田清輝の裸体画論争
- 与謝野晶子の『君死にたまふことなかれ』論争
- 大阪朝日新聞の白虹事件
- 美濃部達吉の天皇機関説
- 石川達三の『生きている兵隊』
- 横浜事件
- チャタレー事件
- 嶋中事件

### 国際・スパイ事件
- ノルマントン号事件
- 大津事件
- 横川省三・沖禎介処刑事件
- 尼港事件
- 大輝丸事件
- ゾルゲ事件
- 阿波丸事件
- 小倉黒人米兵集団脱走事件
- 鹿地事件
- ラストボロフ事件

### 疑惑のある事件
- 大逆事件
- 鈴ヶ森おはる殺し事件
- 甘粕事件
- 朴烈事件
- 小林多喜二獄中死
- 共産党リンチ事件
- 帝銀事件
- 下山事件
- 松川事件
- 八海事件